# Fermín Garicoits
Fermín Garicoits Espelosín (Montevideo, Uruguay, 1 de octubre de 1888-Montevideo, Uruguay, 10 de julio de 1964), fue un magistrado uruguayo, quien se desempeñó como miembro del Tribunal de lo Contencioso Administrativo entre 1952 -año de su creación- y 1957.

## Primeros años
Nació el 1° de octubre de 1888 en el departamento de Montevideo, en la entonces llamada Villa del Cerro. Era hijo de Pedro Garicoits, (francés, fallecido en 1918) y de Fermina Espelosín, (española, fallecida en 1924). 
En su juventud se graduó como maestro, integrando mesas examinadoras de estudiantes de magisterio en el Consejo Nacional de Enseñanza Primaria y Normaly ocupando el cargo de subinspector de escuelas de Montevideo hasta su renuncia en 1926.
Al mismo tiempo, cursó estudios en la Facultad de Derecho de la Universidad de la República hasta graduarse como abogado.

## Secretario de la Alta Corte de Justicia
En febrero de 1926 fue nombrado 2° secretario de la entonces Alta Corte de Justicia,cargo en el que permaneció durante ocho años.

## Juez Letrado en la capital
En febrero de 1934 ingresó a la magistratura al ser designado como Juez Letrado Nacional de Hacienda y de lo Contencioso Administrativo de Segundo Turno.
En noviembre de 1938 fue trasladado al cargo de Juez Letrado en lo Civil de Séptimo Turno.

## Tribunal de Apelaciones
En junio de 1945 fue ascendido a ministro del Tribunal de Apelaciones de Tercer Turno(a partir de 1950, denominado Tribunal de Apelaciones en lo Civil de Tercer Turno) el que integró durante casi siete años.

## Tribunal de lo Contencioso Administrativo
El 14 de febrero de 1952 la Asamblea General lo eligió, junto a Eliseo Bordoni Posse, a Raúl Moretti, a Carlos María Larghero y a Roberto Zubillaga, como ministros del primer Tribunal de lo Contencioso Administrativo, órgano jurisdiccional que acababa de ser creado por la nueva Constitución de 1952. Al día siguiente, junto a sus colegas, declararon constituido el Tribunal.
Garicoits ocupó la Presidencia del TCA durante el año 1953.
Hubiera podido permanecer en el mismo hasta alcanzar los 70 años en 1958, pero se retiró en setiembre de 1957 al acogerse a la jubilación, junto a Larghero,produciendo las dos primeras vacantes en el TCA desde su creación. 
Las mismas permanecieron sin ser ocupadas durante más de cuatro años, hasta que en febrero de 1962, al cesar también Bordoni Posse, Moretti y Zubillaga y quedar el Tribunal completamente desintegrado, la Asamblea General designó finalmente su nueva integración, compuesta por Alberto Sánchez Rogé, José María Piñeyro, Carlos Durán Rubio, José María França y Juan Carlos Nario.

## Actividades posteriores
En octubre de 1959 fue designado miembro de la Comisión Nacional de Ayuda para Damnificados por las inundaciones de abril del mismo año,cargo al que renunció en octubre de 1963.

## Vida personal. Fallecimiento
Contrajo matrimonio en 1922 con María del Carmen Gómez Castellá,con quien tuvo tres hijos, Fermín Juan (1923), Luis Eduardo (1924)y María del Carmen Hilda (1926)Garicoits Gómez. 
Fermín Garicoits falleció en Montevideo el 10 de julio de 1964, a los 75 años de edad.